# چو مون-هو
چو مون-هو (انگلیسی: Cho Mun-chu؛ زادهٔ ۲۹ ژوئیهٔ ۱۹۶۴) بازیکن زن بسکتبال اهل کره جنوبی بود. وی در بازی‌های المپیک تابستانی ۱۹۸۸ شرکت کرده‌است.